# Rivière Samaqua
La rivière Samaqua  est un affluent de la rivière Mistassini, coulant dans le territoire non organisé de Rivière-Mistassini dans la municipalité régionale de comté (MRC) de Maria-Chapdelaine, dans la région administrative de Saguenay–Lac-Saint-Jean, dans la province de Québec, au Canada.

## Géographie
La rivière Samaqua  prend sa source au lac Samaqua. Elle coule vers le sud sur 134 km entièrement dans le territoire de Rivière-Mistassini et conflue sur la rive gauche de la rivière Mistassini à 78 km de l'embouchure de cette dernière dans le Lac Saint-Jean. Son parcours est à l'ouest des rivières Petite rivière aux Rats, rivière de la Perdrix Blanche et Petite rivière aux Foins qui confluent avec la rivière aux Rats.

## Toponymie
Le toponyme rivière Samaqua  a été officialisé le 5 décembre 1968 à la Banque des noms de lieux de la Commission de toponymie du Québec.